# Кіровське (Сахалінська область)
Кіровське (рос. Кировское) — село у Тимовському міському окрузі Сахалінської області Російської Федерації.
Населення становить 1237 осіб (2021).

## Історія
Від 1963 року належить до Тимовського міського округу Сахалінської області.

## Населення
| 2002 | 2010  | 2013  |
| ---- | ----- | ----- |
| 1739 | ↘1492 | ↗1537 |